# Výzkum Marsu
Výzkum Marsu je celosvětová snaha o zjištění maximálního množství informací o Marsu a zajištění případné cesty člověka na Mars. Dále se vědci snaží zjistit, zda byl na Marsu někdy život nebo je možné na Marsu těžit nerostné suroviny, či případně pěstovat zemědělské plodiny.

## Historie

### První kontakty (1960–1965)

#### Sovětský svaz
Sovětský svaz v rámci programu Mars odstartoval v oknech 1960, 1962, 1964 celkem 7 sond, z nichž 4 se nedostaly ani na cestu k Marsu a se zbylými bylo na cestě ztraceno spojení.
- Mars 1 selhal při cestě k Marsu.
- Mars 2 se jako první dotkl povrchu Marsu, ovšem jeho pád byl neřízený.
- Sonda Mars 3 pak poprvé částečně řízeně přistála na povrchu Marsu.
- Sonda Mars 4 se zničila na cestě.
- Sondy Mars 5 a Mars 6 se staly umělými družicemi Marsu.
- Mars 7 selhal při přistání.

K Marsu se vydaly ještě dvě sondy programu Zond (česky sonda):
- Zond 2 (rok 1964) - průlet kolem Marsu
- Zond 3 (rok 1965) - průlet kolem Marsu

#### Spojené státy americké
Roku 1964 zamířily k Marsu dvě americké sondy Mariner 3 (během mise selhala) a Mariner 4 (první fotografie Marsu, celkem 22 fotografií).

### Průlety a první oblety (1969–1971)

#### USA - Mariner
V tomto období byla dvě vzletová okna, během kterých USA vypustily po dvou sondách. V prvním ze dvou vzletových oken byly vypuštěny sondy Mariner 6 a 7, které prolétly okolo planety ve vzdálenostech 3430 km, odeslaly 400 snímků a zkoumaly složení atmosféry.
Ve druhém vzletové okně pak vystartovaly sondy Mariner 8, který havaroval, a Mariner 9, jehož snímky, které pořídila orbitální sonda, byly základním kamenem pro plánování dalších amerických misí, byl úspěšný a splnil svůj úkol.

### První velký nápor (1973–1975)

#### USA
Viking 1, 2
USA vyslaly v roce 1975 dvě sondy programu Viking, obě se skládaly z oběžné a povrchové části. Všechny části lze označit za úspěšné. Celkem odeslaly 55 000 snímků. Orbitální moduly zmapovaly celý povrch s rozlišením 100  m, místy až 30 m. Dlouhodobé záznamy povrchových modulů jsou základem pro marsovskou klimatologii.
| Sonda    | Přistání povrchové sekce | Ukončení práce družice | Ukončení práce povrchové sekce |
| -------- | ------------------------ | ---------------------- | ------------------------------ |
| Viking 1 | 19. června 1976          | 7. srpna 1980          | 11. listopadu 1982             |
| Viking 2 | 7. srpna 1976            | 12. dubna 1978         | 25. července 1980              |

#### Sovětský svaz
V roce 1974 Sověti připravili 4 sondy:
- Mars 4 - orbiter; minul Mars
- Mars 5 - orbiter; několik snímků Marsu, následně ztracen kontakt
- Mars 6 - lander; kontakt ztracen při sesetupu
- Mars 7 - lander; minul Mars[1]

### Pokus o návrat na Mars

#### Mise Fobos (1988)
Po dlouhé pauze ve výzkumu se jako první rozhodl pokračovat v průzkumu Marsu Sovětský svaz, který roku 1988 zorganizoval speciální misi pro výzkum měsíce Marsu Phobos. S jednou sondou bylo ztraceno spojení na cestě a s druhou po odeslání jen několika snímků.

#### Mars Observer (1992)
USA pro návrat zvolily komplexní a drahou sondu Mars Observer, která však ztroskotala krátce před dosažením oběžné dráhy. Tato havárie vedla k přehodnocení dalších misí, což vedlo k programu dvou levných sond (jedna družice a jedna povrchová sonda) pro každé startovní okno.

### Mise roku 1996

#### Mars 96
Rusko s pomocí některých evropských zemí chtělo již na roku 1994 vyslat sondu k Marsu, ale došlo ke zdržení a start se uskutečnil až v roce 1996. Kvůli závadě na nosné raketě se však zřítila do Tichého oceánu.

#### Mars Global Surveyor

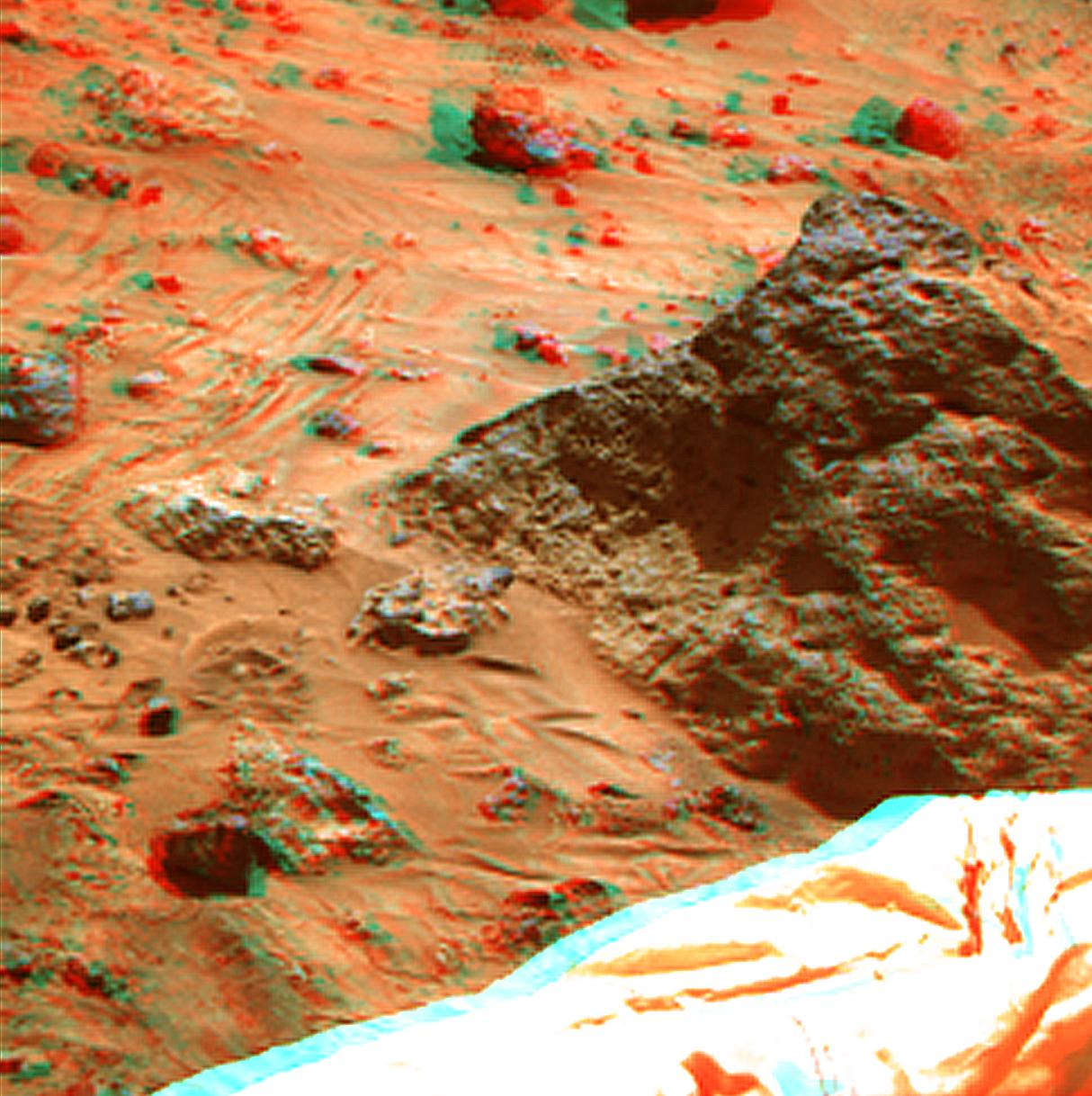
Sonda Pathfinder odeslala na Zem tisíce fotografií povrchu Marsu, toto je jedna z nich ve stereoskopickém formátu

Nová americká mise byla Mars Global Surveyor, která obsahovala některé experimenty ze ztraceného Mars Observeru. Přestože kvůli špatnému vyklopení slunečních panelů trvalo brzdění s pomocí atmosféry trochu déle, byla sonda funkční až do listopadu 2006 a mapovala povrch s rozlišením 15 metrů a díky postupně vyvinuté technologii mohla s rozlišením 0,5 m rozeznat některé povrchové sondy. (Start sondy: 7. listopadu 1996; na oběžné dráze od 12. září 1997.)

#### Mars Pathfinder
Povrchová sonda Mars Pathfinder si s sebou nesla i rover Sojouner, který zkoumal složení kamenů v okolí sondy a komunikoval se Zemí přes ní. (Start sondy: 4. prosince 1996; přistání 4. července 1997; přerušení spojení 27. září 1997)

### Neúspěchy a minimální mise (1998–2001)

#### Mars Climate Orbiter a Mars Polar Lander
V rámci plánu dvou misí odstartovala roku 1998 orbitální sonda Mars Climate Orbiter, která měla zkoumat počasí a dění v atmosféře. Druhou sondou byl Mars Polar Lander, který měl přistát v polární oblasti a během přistání uvolnit dva penetrátory (Deep Space 2), které se měly velkou rychlostí zavrtat do povrchu a zkoumat hlubší vrstvy. Jedno řídicí středisko sondy Mars Climate Orbiter počítalo v mílích a druhé v kilometrech, sonda se kvůli tomuto nedorozumění dostala do hustších vrstev atmosféry a shořela.
Na sondě Mars Polar Lander byla technická závada a sonda se zřítila.

#### Mars Oddysey 2001
Pro rok 2001 se původně počítalo také se dvěma sondami, ale po předchozím neúspěchu byl povrchový modul zakonzervován a bude použit pro misi Fenix v roce 2007. Sonda Mars Oddysey nese další experimenty ztracené na velké sondě Mars Observer, jako studium radiace a chemického složení. Kamera sondy má horší rozlišení než u sondy Mars Global Survoyer, ale zabírá větší území. Sonda funguje jako retranslační stanice pro povrchové sondy. Většina dat z mise MER přichází právě přes ní, další část přes MGS a jen malá část je vysílána přímo na Zem.

### Druhý nápor (2003)

#### Nozomi
Sonda Nozomi odstartovala již roku 1998, ale pro poruchu nosiče se nedostala na potřebnou dráhu a spotřebovala mnoho paliva. Aby se ji podařilo u Marsu zabrzdit, bylo rozhodnuto využít méně náročný přílet v roce 2003. Můžeme ji tedy počítat k celkem 5 sondám, které měly v tomto období Mars zkoumat. Ovšem v kritický okamžik zážehu nebylo se sondou navázáno spojení a ta jen bez užitku proletěla kolem.

#### Mars Express
Mise Evropské kosmické agentury Mars Express zahrnovala orbitální modul a povrchovou sondu Beagle 2, která měla pomocí mechanické paže zkoumat půdu ve svém okolí. Se sondou Beagle 2 nebylo po plánovaném přistání navázáno spojení. Orbitální sonda Mars Express potvrdila výskyt vodního ledu v polárních oblastech.

#### Mars Exploration Rover2003
Mise zahrnuje dva rovery: Opportunity a Spirit. Spirit přistál 4. ledna 2004 v kráteru Gusev a Opportunity 25. ledna 2004 na pláni Meridiani.

### 2005 - 2019

#### Mars Reconnaissance Orbiter
Mars Reconnaissance Orbiter (MRO) odstartoval 12. srpna 2005, k Marsu se dostal v březnu 2006, ale vědecká mise začala až v listopadu po navedení na nižší dráhu pomocí pomalého, méně náročného brzdění s pomocí atmosféry (tzv. aerobraking). Hlavním cílem mise je pořizovat snímky s vysokým rozlišením (30 – 60 cm) pro detailní plánování dalších sond a hledat důkazy o dřívější přítomnosti vody na povrchu. MRO se stal čtvrtou aktivní družicí Marsu (vedle sond Mars Express, Mars Odyssey a Mars Global Surveyor) a celkově šestou aktivní sondou. V období od ledna 2009 do prosince 2010 byla sonda využívána jako retranslační družice pro zajišťování spojení s jinými sondami a automatickými laboratořemi na povrchu Marsu. V roce 2014 se NASA rozhodla prodloužit misi MRO na neurčito, v roce 2021 pak začala sonda zajišťovat spojení roveru Persevernace se zemí.

#### Phoenix
Sonda Phoenix se vydala k Marsu 4. srpna 2007. Zařízení je určeno pro výzkum v severních polárních oblastech planety. Vědci chtějí zjistit, jestli jsou přírodní podmínky na Marsu vhodné pro mikroskopický život. Sonda svého cíle dosáhla, vyslala jen několik fotografií a pak s ní bylo ztraceno spojení. Od listopadu 2008 byla mise prohlášena za ukončenou.

#### Mars Science Laboratory

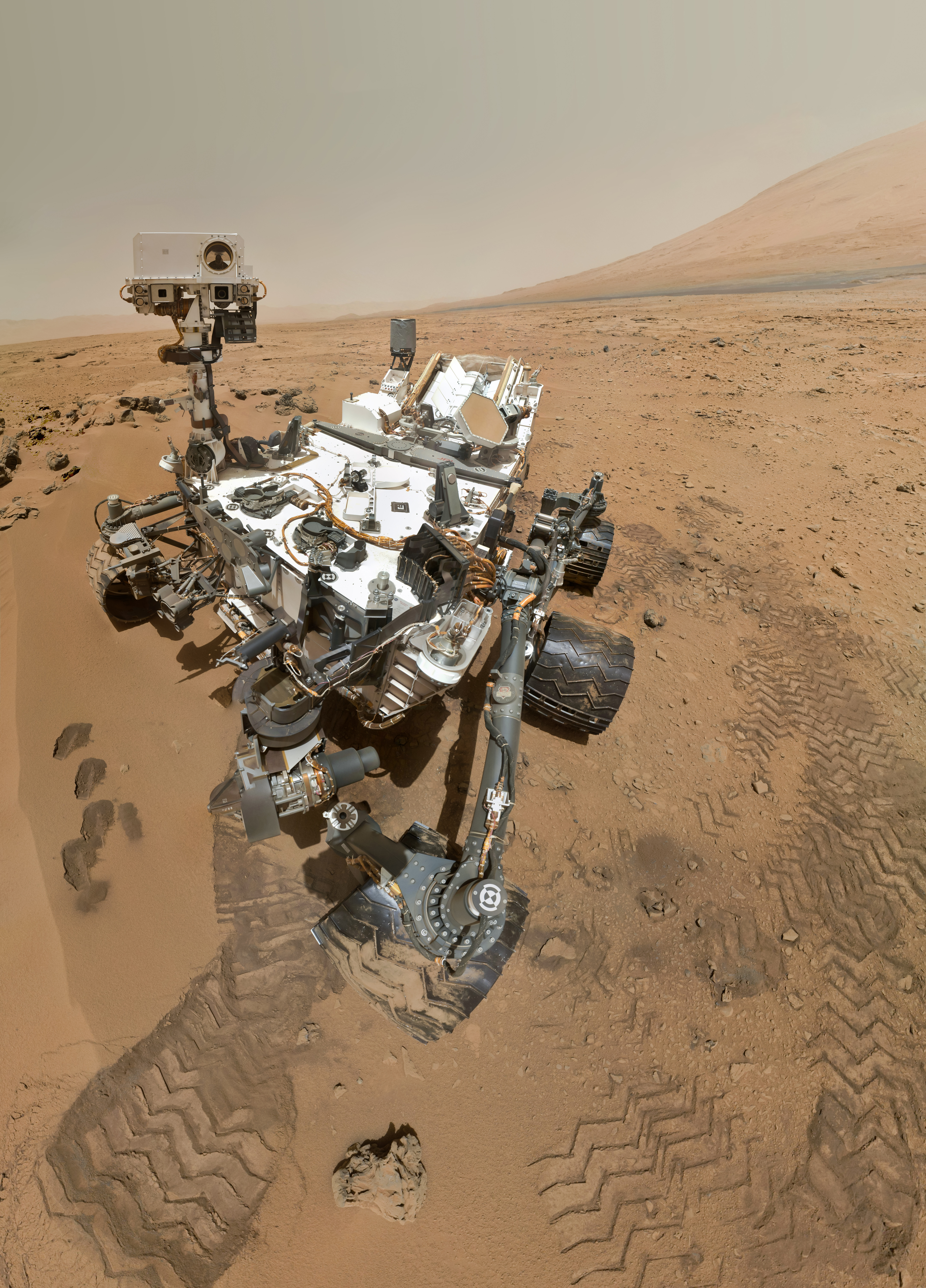
„Selfie“ sondy Curiosity

Sonda Mars Science Laboratory, známější jako Curiosity, odstartovala k Marsu 26. listopadu 2011 a úspěšně přistála 6. srpna 2012 v Galeově kráteru. Jejími hlavními úkoly je zjistit, zda na Marsu jsou nebo někdy byly podmínky pro vznik života, analyzovat atmosféru Marsu a zkoumat jeho geologii a konečně připravit průzkum planety lidmi. MSL je pětkrát těžší a nese desetkrát více moderních vědeckých přístrojů než předchozí vozítka Spirit nebo Opportunity. Sonda Curiosity pravidelně posílá fotografie a videa na Zemi.

#### Mangalján
Dne 5. listopadu 2013 odstartovala z indického kosmodromu Satiš Davan sonda Mangalján. Cílem mise je průzkum atmosféry Marsu.Pár dní po startu se dostala sonda do problémů, které se koncem listopadu podařilo vyřešit.Orbity sonda dosáhla 24. září 2014. Cílem mise je zkoumat materiálové složení Marsu a dynamiku horních vrstev marsovské atmosféry.

### Sonda Maven
Sondu Maven k Marsu vyslala NASA v pondělí 17. listopadu 2013. Úkolem je průzkum atmosféry.

## 2020 - 2029

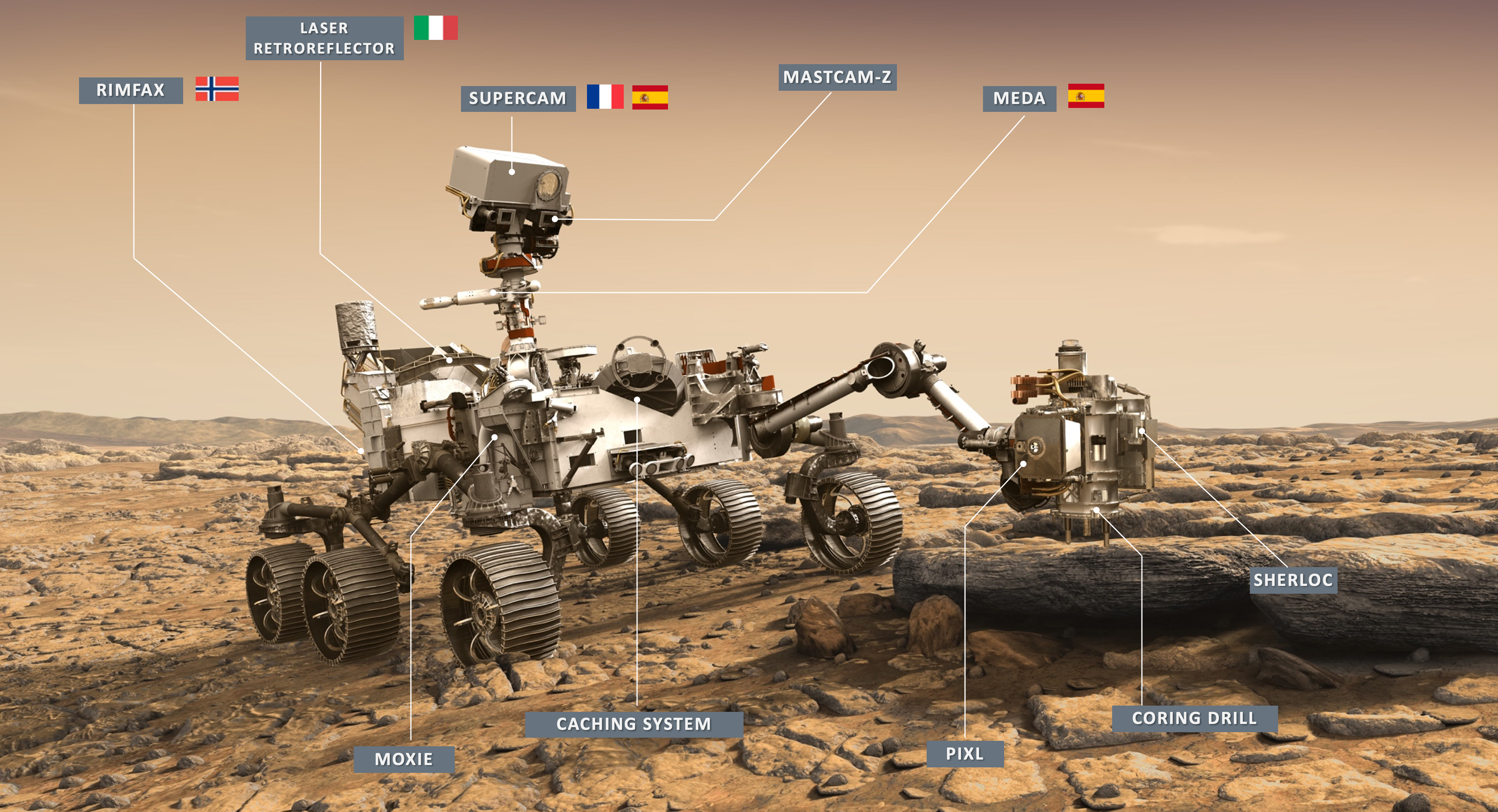
Vozítko Persevernace americké NASA.

### Perseverance
Dne 30. července 2020 odstartovala na raketě Atlas V sonda Perseverance. Na Marsu úspěšně přistála 18. února 2021. Sondu pro NASA vytvořila JPL (Jet Propulsion Laboratory). Vozítko nese mnoho vědeckých přístrojů. Zkoumá atmosféru Marsu, vnitřní složení Marsu, zásoby podzemní vody na Marsu a také to, zda byl na Marsu někdy život. Vozítko také nese první vrtulník, který poletí mimo zemskou atmosféru na jiné planetě. Tento malý samořiditelný vrtulník nese název Ingenuity.

### Hope (Emirates Mars Mission)
Emirates Mars Mission je mise k Marsu, kdy se orbiter Hope dostal na oběžnou dráhu Marsu. Zkoumá především atmosféru a podzemní zásoby vody na Marsu. Cílem je ukázat pokrok Spojených arabských emirátů ve vědě a také zjistit, zda lze na Marsu dlouhodobě žít. Na oběžnou dráhu Marsu doletěla 10. února 2021.

### Tianwen-1
Tianwen-1 je první čínská mise k jiné planetě. Cílem mise je dostat na povrch Marsu vozítko, které provede výzkum hornin na povrchu i v podpovrchové vrstvě do hloubky až 100 metrů. Bude-li přistání úspěšné, půjde o misi teprve třetího státu, která úspěšně dosedne na povrch Marsu. Na Marsu přistála 9. února 2021. Na povrchu by měl lander a rover přistát na přelomu května a června 2021.

## Cíle při výzkumu Marsu
Cílem celého výzkumu Marsu je dostat člověka na Mars a vytvořit na Marsu trvalé osídlení. Zatím probíhá 5 základních výzkumů:
- Výzkum marsovské atmosféry
- Výzkum půdy Marsu
- Výzkum polárních čepiček
- Snaha zjistit, zda byl na Marsu život
- Výzkum podpovrchových vod na Marsu

## Hráči ve výzkumu Marsu
Výzkumu Marsu se zatím věnují následující společnosti:
- NASA
- Čínská národní vesmírná agentura
- Evropská kosmická agentura
- Vesmírná agentura Spojených arabských emirátů
- JAXA
- SpaceX
- Roskosmos

S těmito společnostmi spolupracuje mnoho světových univerzit, společností a organizací, které dodávají součástky nebo vyučují nové vědce.

## Budoucnost výzkumu Marsu
Cílem NASA je dostat na Mars lidi díky raketě SLS. Do roku 2028 na Mars poletí ještě několik misí, včetně evropsko-ruské mise ExoMars. V roce 2029 by Čína chtěla přivézt vzorky z Marsu zpět na Zemi.